# Русанов, Андрей Андреевич
Андрей Андреевич Русанов (1862—1913) — российский химик-технолог и педагог.

## Биография
Андрей Русанов родился в 1862 году. Высшее техническое образование он получил в Санкт-Петербургском практическом технологическом институте.
По окончании университета А. А. Русанов работал на фабриках, был преподавателем в реальном училище в городе Санкт-Петербурге, занимался химией в лаборатории профессора Ф. Ф. Бейльштейна; позднее в Гейдельбергском университете получил звание доктора естественно-математического факультета.
В 1889 году Андрей Андреевич Русанов поступил лаборантом в техническую лабораторию в альма-матер; в 1892 году был назначен преподавателем по кафедре химической технологии в родном институте. Состоял профессором по той же кафедре (по отделу так называемой «технологии органических веществ»), а также членом-экспертом комитета по техническим делам, ведающего делами по выдаче привилегий на изобретения, и экспертом особого присутствия по применению таможенного тарифа.
Среди опубликованных Русановым научных работ наиболее известны следующие:
- Ueber Condensationsproducte von Benzaldehyd mit Phenol und Thymol («Ber. d. deutsch. ch. Gesellsch.», 1889);
- О продуктах уплотнения хлоралгидрата с нафтолами («Журнал Русского физико-химического общества», 1891);
- Заметка о приготовлении хлороуксусной кислоты («Журнал Русского физико-химического общества», 1891);
- Ueb. die Phenylglyoxime und ihre Umwandlungsproducte («Ber. d. d. chem. G.», 1891);
- Ueber die Einwirkung von salpetrigsaurem Silber auf Methylenjodid («Ber. d. d. chem. G.», 1892);
- Zur Kenntnis der Indoxazengruppe («Ber. d. d. chem. G.», 1892);
- Ueber raumisomere Phenylglyoxime (Гейдельберг, 1894);
- К вопросу о значении плавиковой кислоты в винокурении («Известия Санкт-Петербургского технологического института», 1892 год)[1].

Андрей Андреевич Русанов умер в 1913 году.